# Tridynamia sinensis
Tridynamia sinensis là một loài thực vật có hoa trong họ Bìm bìm. Loài này được (Hemsl.) Staples miêu tả khoa học đầu tiên năm 1993.